# Arturo van den Eynde
Arturo van den Eynde (Santander, 1945 - Barcelona, 4 de marzo de 2003), conocido como Aníbal Ramos, fue un político trotskista español. 

## Biografía y Educación
Abandonó Santander para estudiar arquitectura en Madrid, primero, y en Barcelona, después. En la Universidad de Barcelona participó en la fundación del Sindicat Democràtic d'Estudiants (SDEUB), que desafiaba el sindicalismo único y vertical  falangista. A raíz de esta experiencia se integra en el Front Obrer de Catalunya (FOC). Cuando el Frente se disolvió, pasó al grupo Comunisme, que reunía a buena parte del trotskismo catalán. Había entrado en contacto con el trotskismo francés a principios de los años 1970 y  le impactaron las experiencias de los trotskistas polacos, húngaros y checos. 
En 1974 participó en la fundación del Partido Obrero Revolucionario de España (PORE). En 1980 escribió Anticarrillo, donde denunciaba la actitud del eurocomunismo español durante la reforma post-franquista. Colaboró activamente con los núcleos trotskistas clandestinos vinculados a la lucha obrera del sindicato polaco Solidarność. En 1984 retomó el análisis marxista de la Transición española con Ensayo General. Dirigió la revista electrónica Sin Muro. Intentó vincular el movimiento trotskista con el movimiento antiglobalización y el Foro Social Mundial (FSM). 

## Obras
Otras obras suyas son Pequeño vocabulario político de marxismo (1998) y Globalización. La dictadura mundial de 200 empresas (1999). Estos últimos están editados por la editorial Ediciones de 1984.